# Кантари, Ахмед
Ахме́д Кантари́ (араб. أحمد القنطاري‎; род. 28 июня 1985, Блуа) — марокканский футболист, центральный защитник; тренер. Выступал за сборную Марокко.

## Клубная карьера

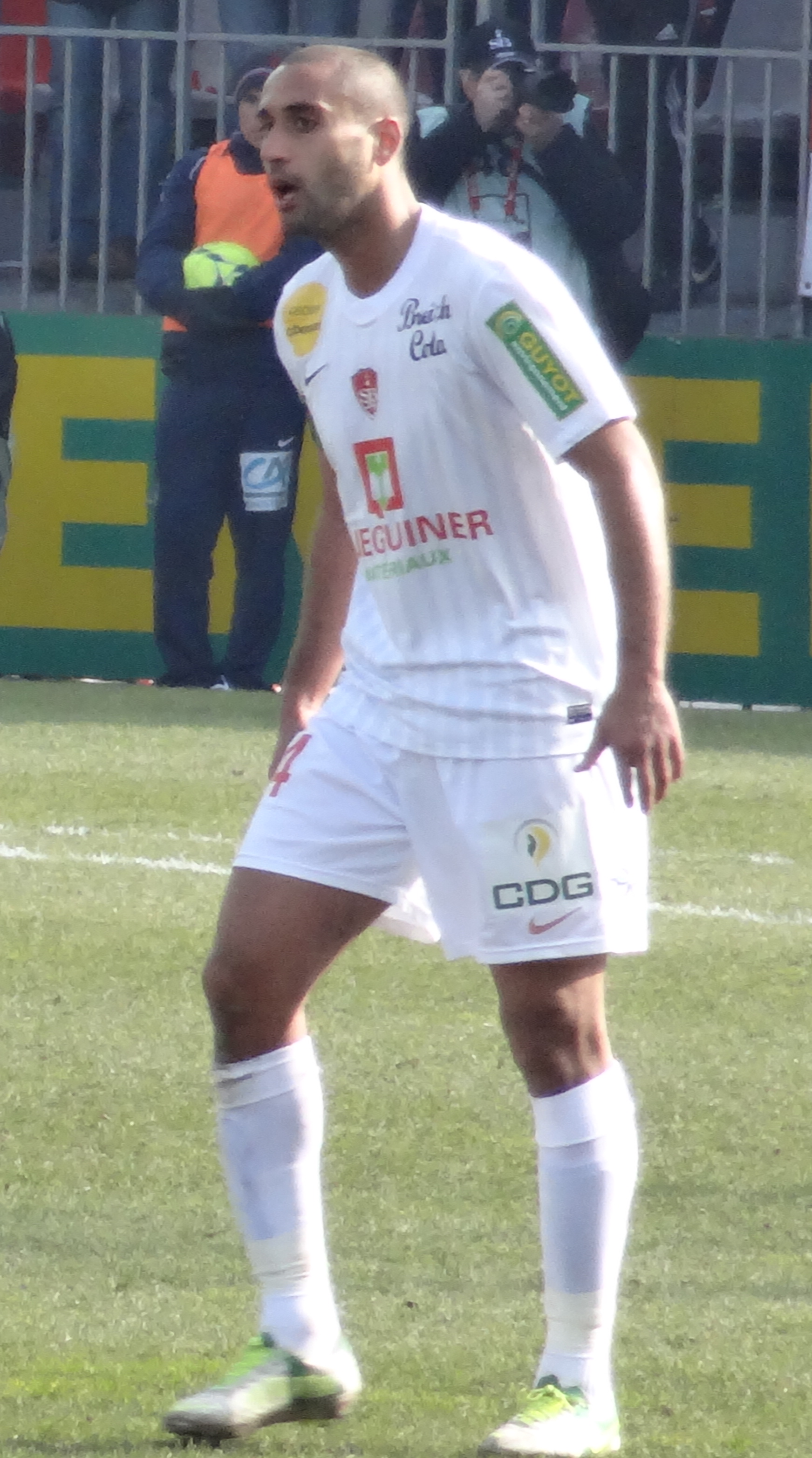
Кантари в составе «Бреста»

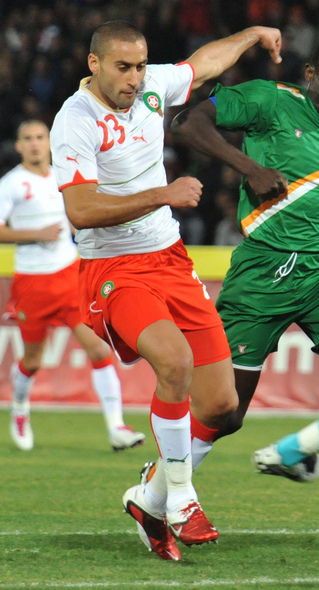
Кантари в составе сборной Марокко

Кантари начал свою карьеру в футбольной школе клуба «Орлеан». В возрасте 15 лет перешёл в футбольную академию «Пари Сен-Жермен». В июле 2005 года подписал полноценный контракт с клубом. Ахмед был капитаном резервной команды парижан в сезоне 2005/05, но за основную так и не был заигран.
Летом 2006 года Кантари подписал контракт на 4 года с клубом «Страсбур». Сыграв несколько матчей за команду в первой половине сезона, Ахмед перестал попадать в состав после прихода на тренерский мостик Жана-Марка Фурлана. После выхода «Страсбура» в Лигу 1 Кантари был отдан в аренду в «Брест».
1 августа 2008 года в матче против «Нима» Ахмед дебютировал за новую команду. 8 августа в поединке против «Клермона» он забил свой первый мяч за «Брест». После окончания арендного соглашения руководство «Бреста» выкупило трансфер Кантари. Летом 2010 года после выхода команды в высшую лигу Ахмед продлил контракт с командой. 7 августа в матче против «Тулузы» Кантри дебютировал за «Брест» в Лиге 1. 11 мая 2011 года Ахмед порвал ахиллово сухожилие, из-за чего оказался на полгода вне футбола. Летом 2013 года он перешёл в «Ланс». 4 августа в матче против «Бастии» Ахмед дебютировал за новую команду. 11 ноября в поединке против «Ньора» он забил свой первый гол за «Ланс».
24 июля 2015 года Кантари перешёл в канадский клуб «Торонто». 2 августа в матче против «Нью-Инглэнд Революшн» он дебютировал в MLS. 13 января 2016 года он был отчислен из состава клуба.
Летом 2016 года Ахмед подписал контракт с «Валансьеном». 29 июля в матче против «Клермона» Кантари дебютировал за новую команду. В январе 2019 года Кантари объявил о завершении карьеры футболиста.

## Международная карьера
Кантари выступал за молодёжную команду Марокко и в её составе принял участие в двух розыгрышах молодёжного Кубка Африки в 2003 и 2005 годах, а также в составе национальной команды участвовал в чемпионате мира среди молодёжных команд 2005, где в первом же матче против сверстников из Испании получил травму.
В ноябре 2005 года в товарищеском матче против сборной Камеруна Ахмед дебютировал за сборную Марокко. В 2012 году в составе национальной команды он принял участие в Кубке африканских наций. На турнире Кантари сыграл в матчах против сборных Габона и Туниса.
В 2013 году Ахмед во второй раз принял участие в Кубке Африки. На этот раз он принял участие всего в одном матче против сборной ЮАР.